# Ok (Tageszeitung)

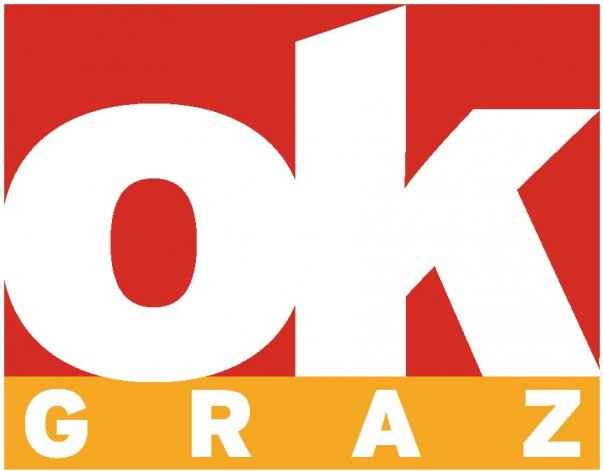
Logo der Gratis-Tageszeitung ok Graz

ok war der Name einer Gratis-Tageszeitung, die ab Mai 2006 in Graz und Umgebung (Titel: ok GRAZ) und seit September 2006 auch im Bundesland Kärnten (Titel: ok KÄRNTEN) in über 200 Entnahmeboxen im öffentlichen Raum – insbesondere an Haltestellen, stark frequentierten Plätzen, bei Kaufhäusern und Bäckereien – zur freien Entnahme aufgelegen ist.
Herausgegeben wurde ok von der Innovation Medien GmbH, einer 100 prozentigen-Tochter des steirischen Medienkonzerns Styria Medien AG. Als Geschäftsführer fungierten Nina Haas und Thomas Leskoschek, Chefredakteur war Georg Lux. 
Die Gratiszeitung wurde mit 6. Juli 2007 eingestellt. Als Grund dafür wurde genannt, dass die Konkurrenz-Gratiszeitung heute ebenfalls eingestellt werden sollte.

## Inhalt und Konzept
ok erschien von Montag bis Freitag auf 24 bis 32 Seiten. Neben lokalen Themen sowie österreichischen und internationalen Nachrichten fand man im kleinformatigen ok auch Services wie z. B. das tägliche TV- und Kinoprogramm sowie Unterhaltung und Sport.
Besonders forciert wurde die Interaktivität mit den Lesern. Die Lesermeinung fand jeden Tag in Form von Leserbriefen, SMS- und Online-Votings oder Umfragen Niederschlag im Blatt. Seit Jänner 2007 diente auch das Online-Portal der Gratis-Tageszeitung der Interaktion mit den Lesern.